# Kepler-44
 (juin 2025).
Désignations
Kepler-44 est une étoile sous-géante située dans la constellation du Cygne, à environ 1 188,00 parsecs de la Terre.

## Caractéristiques physiques
Cette étoile est de type spectral G2 IV.
Sa température effective est d'environ 5 053,78 K.
Sa masse est estimée à 1,08 fois celle du Soleil.
Son rayon est d'environ 1,67 fois celui du Soleil.
Sa luminosité est d'environ 1,63 fois celle du Soleil.

## Observation
Ses coordonnées célestes sont : ascension droite 20h 00m 24,56s, déclinaison +45° 45′ 43,89″.

## Système planétaire
| Planète     | Masse   | Demi-grand axe (ua) | Période orbitale (jours) | Excentricité | Inclinaison | Rayon   |
| ----------- | ------- | ------------------- | ------------------------ | ------------ | ----------- | ------- |
| Kepler-44 b | 1,00 MJ | 0,04                | 3,25                     | 0,066        | 84,96°      | 1,09 RJ |